# باب‌السلام (سوریه)
باب‌السلام یکی از دروازه‌های هفتگانه شهر باستانی دمشق در سوریه می‌باشد.